# Powder River (CDP)
Powder River és una concentració de població designada pel cens (CDP) al comtat de Natrona a l'estat de Wyoming. En el cens del 2000 tenia 51 habitants. Segons l'Oficina del Cens dels Estats Units el CDP té una superfície de 15,4 km2 (6,0 milles quadrades), dels quals 15,3 km2(5,9 milles quadrades ) són terra ferma i 0,1 milles quadrades (0,1 km2, un 0,84%) és cobert per les aigües.
Des del 1904 hi funciona una oficina de correus anomenada Powder River. La comunitat va rebre el nom del Powder River.  Una estació de ferrocarril, construïda el 1910, de la xarxa Chicago and North Western encara es manté avui dia i fou inclosa al Registre Nacional de Llocs Històrics el 1988.

## Demografia
Segons el cens del 2000, Powder River tenia 51 habitants, 24 habitatges, i 13 famílies. La densitat de població era de 3,3 habitants/km².
Dels 24 habitatges en un 20,8% hi vivien nens de menys de 18 anys, en un 54,2% hi vivien parelles casades, en un 4,2% dones solteres, i en un 41,7% no eren unitats familiars. En el 25% dels habitatges hi vivien persones soles el 12,5% de les quals corresponia a persones de 65 anys o més que vivien soles. El nombre mitjà de persones vivint en cada habitatge era de 2,13 i el nombre mitjà de persones que vivien en cada família era de 2,64.
Per edats la població es repartia de la següent manera: un 17,6% tenia menys de 18 anys, un 5,9% entre 18 i 24, un 19,6% entre 25 i 44, un 39,2% de 45 a 60 i un 17,6% 65 anys o més.
L'edat mediana era de 50 anys. Per cada 100 dones de 18 o més anys hi havia 121,1 homes.
La renda mediana per habitatge era de 40.804 $ i la renda mediana per família de 75.487 $. Els homes tenien una renda mediana de 41.786 $ mentre que les dones 13.750 $. La renda per capita de la població era de 32.782 $. Cap de les famílies estaven per davall del llindar de pobresa.

## Poblacions properes
El següent diagrama mostra les poblacions més properes.